# Quartier Saint-François
Le quartier Saint-François est un quartier du Havre ; il est situé en ville basse, au sud du bassin du commerce, entre le centre reconstruit et le port. Il s'organise autour de l'église Saint-François. Il s'agit de l'un des plus vieux quartiers du Havre : c'est dans ce quartier que se trouvent la maison de l'armateur, l'hôtel Dubocage de Bléville et quelques-unes des plus anciennes demeures de la ville.

## Histoire
Le quartier Saint-François est avec celui de quartier Notre-Dame le plus ancien quartier du Havre. En 1540, le roi François Ier confie le projet d'urbanisme et de fortification à l'architecte italien Girolamo Bellarmato. Celui-ci a les pleins pouvoirs et organise le quartier Saint-François selon des normes précises (plan orthogonal, limitation de la hauteur des maisons, etc.). En 1524, une chapelle est dédiée à Saint-François ; mais la construction de l'église Saint-François actuelle débute en 1542 et n'est achevée qu'en 1687. La façade est refaite au XIXe siècle. L'hôtel-dieu est transféré dans le quartier en 1564. C'est à la fin du XVIe siècle que le couvent des Capucins y sera fondé.  En 1707, le capitaine havrais Michel Dubocage explore l'océan Pacifique à bord de la Découverte et découvre l'île de Clipperton. À son retour au Havre, fortune faite, il monte une maison de négoce, il achète un hôtel particulier au cœur du quartier Saint-François. Le quartier se développe dans la première moitié du XVIIIe siècle : un éphémère Hôtel de la Monnaie est aménagé en 1721 ; puis une Manufacture royale de Tabacs s'installe dans la salle du jeu de paume. La maison de l'armateur est édifiée sur les plans de l'architecte de la ville du Havre, Paul-Michel Thibault (1735-1799), à partir de 1790. Martin-Pierre Foache, un négociant de la cité, acquiert la maison en 1800 ; il y installe ses bureaux et sa résidence d'hiver.
Le quartier est aussi appelé le "quartier Breton" en raison de la forte communauté bretonne venue s'y installer au début du XXe siècle.

### Destruction et reconstruction
En septembre 1944, le quartier est détruit à 75% lors des bombardements du Havre. Il faut attendre dix années avant que le quartier soit reconstruit. Le projet d'Auguste Perret, qui englobe Saint-François dans une architecture avec prédominance du béton, est contesté par des associations de sinistrés et de notables, qui finissent par obtenir un plan respectant le tracé historique des rues, conservant les bâtiments rescapés des bombardements. La reconstruction est confiée à des architectes de la région havraise. Une architecture traditionnelle des années 50, en briques et aux toitures d'ardoises, d'un régionalisme sobre, est adoptée. Si le tracé de Bellarmato, très rigoureux, est conservé, les rues sont toutefois élargies et les îlots reconstruits avec un souci d'agrandissement et d'ouverture. 
Au sud de l'île, une halle aux poissons est construite entre 1950 et 1952 selon les plans des architectes Charles Fabre et Jean Le Soudier, également concepteurs des Halles centrales. En forme de pentagone, elle exploite des éléments du langage architectural de Perret (rotonde, plafond à caissons, jeux de lumière...). Non-conforme aux normes européennes, elle est fermée en 1996. 
En 1965, on recense 2355 habitants, contre 6300 en 1936. 

## Saint-François aujourd'hui

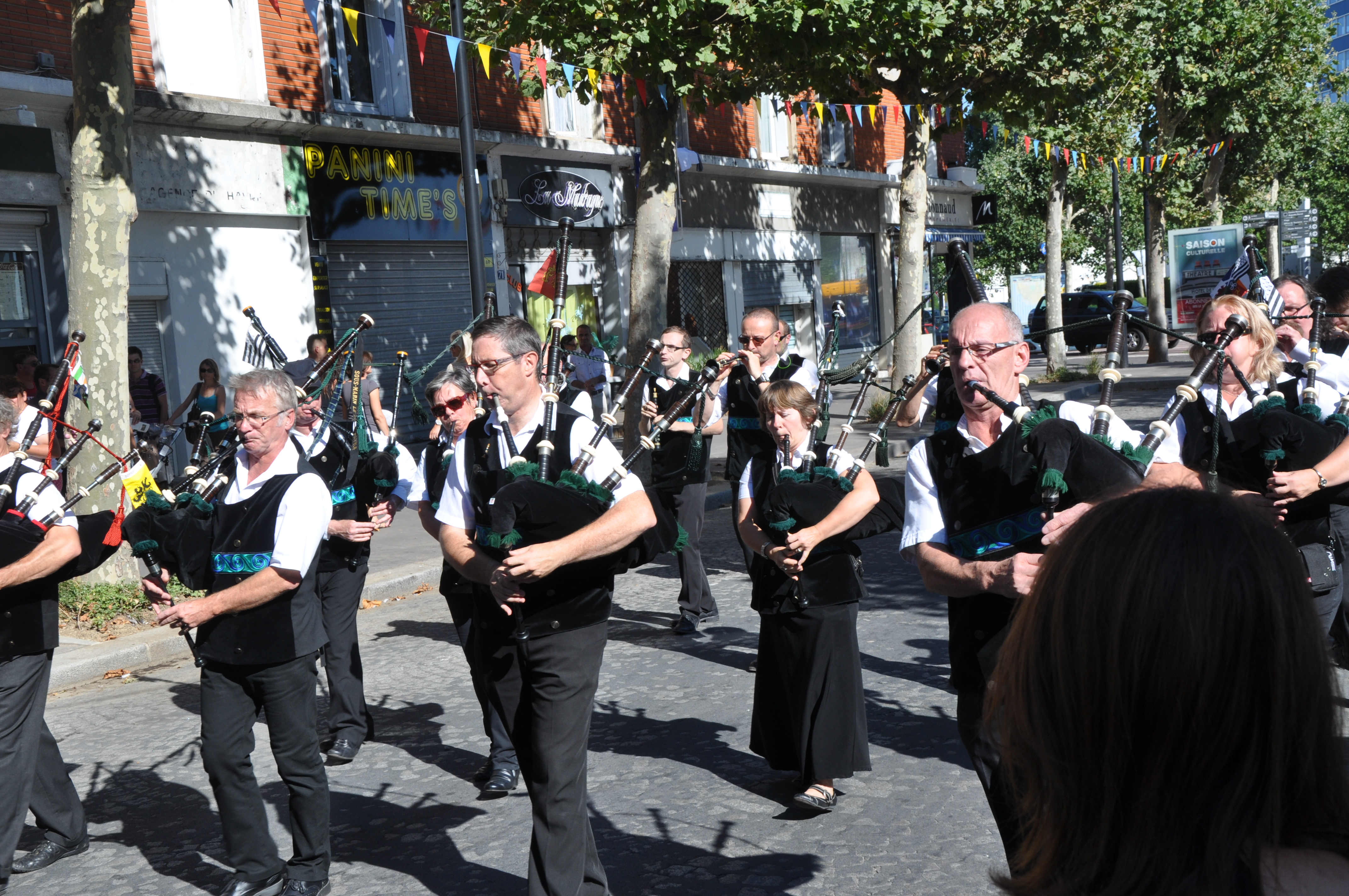
Fête de la Saint-Yves.

Le quartier compte aujourd'hui un nombre important de restaurants et bars qui en font un lieu animé du Havre. Saint-François est le cadre chaque année de grandes fêtes populaires qui peuvent rassembler jusqu'à plusieurs dizaines de milliers de personnes :
- La Fête de la Saint-Yves : organisée le troisième week-end de mai par l'association Bretagne-accueil (Association des bretons du Havre),
- La Fête de la Musique: chaque 21 juin, de nombreux artistes se produisent sur les grandes scènes installées pour l'occasion ou dans les nombreux bars et restaurants du quartier,
- La Fête du Maquereau, le premier week-end de juillet, organisée place du marché aux poissons (Quai de l'ïle) par la Ville du Havre et les pêcheurs du quartier,
- La Fête de la Mer, le deuxième week-end de septembre, organisée par la Ville du Havre.
- Saint-François, quartier libre!" permet d'ailleurs depuis peu de suivre l'actualité riche en évènements du quartier.